# Tour-de-Faure
Tour-de-Faure é uma comuna francesa na região administrativa de Occitânia, no departamento de Lot. Estende-se por uma área de 8,77 km². Em 2010 a comuna tinha 336 habitantes (densidade: 38,3 hab./km²).